# Dănești (Gorj)
Dăneşti è un comune della Romania di 3696 abitanti, ubicato nel distretto di Gorj, nella regione storica dell'Oltenia.
Il comune è formato dall'unione di 10 villaggi: Barza, Botorogi, Brătuia, Bucureasa, Merfulești, Șasa, Trocani, Țârculești, Ungureni, Văcarea.